# Antonio Gómez (periodista)
Antonio Gómez (Madrid, 1948) es un periodista, poeta y radiofonista español.
Como periodista y crítico se inició en publicaciones como Discóbolo, Mundo Social y Mundo Obrero.

## Trayectorias
En el inicio de la década de 1970 forma parte del elenco musical de las Madres del Cordero, participando como director orquestal e 'ideólogo' en la Castañuela 70.
También colabora con el cantautor Antonio Resines en diversos montajes y discografía conjunta.
Instalado en Las Palmas de Gran Canaria colaboró como periodista en la prensa local y, paralelamente, en el diario El País y El Periódico de Catalunya. También presentó diversos espacios radiofónicos musicales y colaboraciones para Radio Popular de Madrid FM, Radio Canarias, Radio Nacional, y la efímera Radio El País. En televisión, participó en “La Buena Música” y “España en Solfa”.
Ha publicado poesía, relatos, biografía y ensayo sobre canción popular y otros temas.
Sus poemas han sido interpretados, musicados y ocasionalmente editados en grabaciones de cantautores como Elisa Serna, Teresa Cano, Hilario Camacho, Adolfo Celdrán,  Pablo Guerrero, Quintín Cabrera, Luis Pastor, Manolo Grimaldi, Javier Moreno y Carlos de Abuín. Con Resines  escribió los textos de los discos “Canciones de cárcel de Ho Chi Minh” (1976), “Cuentos, cosas y menos” (1984) y “¿Cuándo llegaremos a Sevilla?/Cantata del exilio” (1978).
Ya en su jubilación publicó el libro «Las picardías de nuestros abuelos», editado por Serie Gong.

## Producción documentada
Los trabajos de Antonio Gómez se documentan en revistas como Andalán, Gaceta Universitaria, Apuntes universitarios; Disco Express, Discóbolo, La buena música, Gong; Posible, Pronto, Hogar 2000 y Ediciones del Prado. Y en prensa escrita: El País, El Periódico de Catalunya, el Diario de Las Palmas, La Provincia (Las Palmas), El Día (Tenerife), el Eco de Canarias, El Alcázar, Informaciones, Mundo Obrero, Nuestra Bandera y la Fundación Autor. En otros medios ha colaborado en Radio Popular (Madrid), Radio 3 y TVE.